# Lycophotia arnicae
Lycophotia arnicae är en fjärilsart som beskrevs av Fabricius 1794. Lycophotia arnicae ingår i släktet Lycophotia och familjen nattflyn. Inga underarter finns listade i Catalogue of Life.